# Imphal West
Der Distrikt Imphal West ist ein Distrikt im indischen Bundesstaat Manipur. Verwaltungssitz ist der Ort Lamphelpat.

## Geografie
Der Distrikt Imphal West liegt im Zentrum Manipurs. Die Fläche des Distrikts beträgt 558 Quadratkilometer. Weite Teile des Distrikts sind flaches Hochland und werden von zahlreichen Flüssen und Bächen entwässert. Im Sommer erreichen die Tagestemperaturen Spitzenwerte um die 33 Grad. Wegen der Höhenlage zwischen 813 und 961 Meter über Meer sinken die Temperaturen in den kälteren Monaten nachts bis hinunter auf 0 Grad. Die Regenmenge ist sehr unterschiedlich und schwankt von 540 mm bis 1350 mm pro Jahr.
Nachbardistrikte sind Kangpokpi im Nordosten, Imphal East im Osten, Thoubal im Südosten, Kakching im Süden, Bishnupur im Südwesten und Westen sowie Senapati im Westen, Nordwesten und Norden.

## Geschichte
Im späten 19. Jahrhundert eroberten die Briten die Region und das Gebiet wurde Teil von Manipur innerhalb Bengalens. Im Zweiten Weltkrieg lag er nahe der Front zwischen Briten und Japanern. Nach der indischen Unabhängigkeit vollzog Manipur 1949 den Anschluss an Indien. Der Distrikt gehörte bis zum 17. Juni 1997 zum Distrikt Imphal. Damals wurde Distrikt Imphal in die beiden Distrikte Imphal East und Imphal West aufgeteilt.

## Bevölkerung
Nach der Volkszählung 2011 hat der Distrikt Imphal West 517.992 Einwohner. Bei 928 Einwohnern pro Quadratkilometer ist der Distrikt sehr dicht besiedelt. Der Distrikt ist überwiegend städtisch geprägt. Von den 517.992 Bewohnern wohnen 195.113 Personen (37,67 %) in Landgemeinden und 322.879 Menschen in städtischen Gebieten.
Der Distrikt Imphal West gehört zu den Gebieten Manipurs, die nur wenig von Angehörigen der „Stammesbevölkerung“ (scheduled tribes) besiedelt sind. Zu ihnen gehörten (2011) 24.161 Personen (4,67 Prozent der Distriktsbevölkerung). Zu den Dalit (scheduled castes) gehörten 2011 16.530 Menschen (3,19 Prozent der Distriktsbevölkerung).

### Bevölkerungsentwicklung
Wie überall in Indien wächst die Einwohnerzahl im Distrikt Imphal West seit Jahrzehnten stark an. Die Zunahme betrug in den Jahren 2001–2011 mehr als 16 Prozent (16,56 %). In diesen zehn Jahren nahm die Bevölkerung um mehr als 70.000 Menschen zu. Die genauen Zahlen verdeutlicht folgende Tabelle:

### Bedeutende Orte
Im Distrikt gibt es fünf Siedlungen mit mehr als 10.000 Bewohnern. Diese Siedlungen sind Lamjaotongba, Lilong (teilweise), Mayang Imphal, Samurou (teilweise) und Thongkhong Laxmi Bazar. Die städtische Bevölkerung macht wegen der vielen Orte mit mehr als 5000 Bewohnern dennoch über 60 Prozent der gesamten Bevölkerung aus. Zum Distrikt gehören auch die westlichen Stadtteile der Stadt Imphal (193.459 Personen; im Distrikt Imphal East weitere 83.737 Bewohner).

### Bevölkerung des Distrikts nach Geschlecht
Der Distrikt hatte häufig – für Indien sehr ungewöhnlich – mehr weibliche wie männliche Einwohner. Zwischen 1951 und 1971 hat sich der Anteil der Männer leicht erhöht. Doch sinkt er nun wieder und die Anteile beider Geschlechter liegen in einem normalen Rahmen.
| Verteilung der Bevölkerung nach Geschlecht im Distrikt Imphal West |                   |                   |                   |                   |                   |                   |                   |                   |                   |                   |                   |                   |                   |                   |
|                                                                    | Volkszählung 1951 | Volkszählung 1951 | Volkszählung 1961 | Volkszählung 1961 | Volkszählung 1971 | Volkszählung 1971 | Volkszählung 1981 | Volkszählung 1981 | Volkszählung 1991 | Volkszählung 1991 | Volkszählung 2001 | Volkszählung 2001 | Volkszählung 2011 | Volkszählung 2011 |
| Anzahl                                                             | Anteil            | Anzahl            | Anteil            | Anzahl            | Anteil            | Anzahl            | Anteil            | Anzahl            | Anteil            | Anzahl            | Anteil            | Anzahl            | Anteil            |                   |
| GESAMT                                                             | 140.989           | 100 %             | 178.944           | 100 %             | 242.060           | 100 %             | 301.889           | 100 %             | 380.801           | 100 %             | 444.382           | 100 %             | 517.992           | 100 %             |
| Männer                                                             | 69.644            | 49,40 %           | 88.855            | 49,67 %           | 122.234           | 50,50 %           | 151.146           | 50,07 %           | 192.441           | 50,54 %           | 221.781           | 49,91 %           | 255.054           | 49,24 %           |
| Frauen                                                             | 71.345            | 50,60 %           | 90.089            | 50,34 %           | 119.826           | 49,50 %           | 150.743           | 49,93 %           | 188.360           | 49,46 %           | 222.601           | 50,09 %           | 262.938           | 50,76 %           |

### Bevölkerung des Distrikts nach Sprachen
Fast die ganze Bevölkerung des Distrikts Imphal West spricht eine tibetobirmanische Sprache. Auf die Hauptsprache Meitei (auch Manipuri genannt) entfallen über 90 Prozent. Nur wenige Prozente der Einwohnerschaft – meist aus anderen Regionen zugewanderte Personen – sprechen eine andere Sprache. Meistgesprochene dieser Sprachen sind Nepali, Hindi, Bengali und die Hindisprache Bhojpuri.
| Jahr                                                | Meitei  | Meitei | Nepali | Nepali | Kabui | Kabui | Hindi | Hindi | Bengali | Bengali | Thado | Thado | Tangkhul | Tangkhul | Kuki | Kuki | Paite | Paite | Bhojpuri | Bhojpuri | Gesamt  | Gesamt |
| Jahr                                                | Zahl    | %      | Zahl   | %      | Zahl  | %     | Zahl  | %     | Zahl    | %       | Zahl  | %     | Zahl     | %        | Zahl | %    | Zahl  | %     | Zahl     | %        | Zahl    | %      |
| --------------------------------------------------- | ------- | ------ | ------ | ------ | ----- | ----- | ----- | ----- | ------- | ------- | ----- | ----- | -------- | -------- | ---- | ---- | ----- | ----- | -------- | -------- | ------- | ------ |
| 2001                                                | 383.182 | 86,23  | 6266   | 1,41   | 6980  | 1,57  | 5211  | 1,17  | 2223    | 0,50    | 1501  | 0,34  | 2423     | 0,55     | 771  | 0,17 | 1957  | 0,44  | 340      | 0,08     | 444.382 | 100,00 |
| 2011                                                | 470.852 | 90,90  | 10.391 | 2,01   | 9073  | 1,75  | 5248  | 1,01  | 2565    | 0,50    | 2068  | 0,40  | 1724     | 0,33     | 1620 | 0,31 | 1543  | 0,30  | 1336     | 0,26     | 517.992 | 100,00 |
| Quelle: Ergebnisse der Volkszählungen 2001 und 2011 |         |        |        |        |       |       |       |       |         |         |       |       |          |          |      |      |       |       |          |          |         |        |

### Bevölkerung des Distrikts nach Bekenntnissen
Die Bewohner bekennen sich mehrheitlich zum Hinduismus. Traditionelle Religionen, Muslime und Christen bilden allerdings bedeutende religiöse Minderheiten. Die genaue religiöse Zusammensetzung der Bevölkerung zeigt folgende Tabelle:
| Jahr                                                | Buddhisten | Buddhisten | Christen | Christen | Hindus  | Hindus | Jainas | Jainas | Muslime | Muslime | Sikhs | Sikhs | Andere | Andere | keine Angaben | keine Angaben | Gesamt  | Gesamt |
| Jahr                                                | Zahl       | %          | Zahl     | %        | Zahl    | %      | Zahl   | %      | Zahl    | %       | Zahl  | %     | Zahl   | %      | Zahl          | %             | Zahl    | %      |
| --------------------------------------------------- | ---------- | ---------- | -------- | -------- | ------- | ------ | ------ | ------ | ------- | ------- | ----- | ----- | ------ | ------ | ------------- | ------------- | ------- | ------ |
| 2001                                                | 312        | 0,07       | 18.080   | 4,07     | 330.994 | 74,48  | 1329   | 0,30   | 19.124  | 4,30    | 671   | 0,15  | 73.705 | 16,59  | 167           | 0,04          | 444.382 | 100,00 |
| 2011                                                | 1891       | 0,37       | 23.377   | 4,51     | 387.497 | 74,81  | 1264   | 0,24   | 24.298  | 4,69    | 589   | 0,11  | 77.032 | 14,87  | 2044          | 0,39          | 517.992 | 100,00 |
| Quelle: Ergebnisse der Volkszählungen 2001 und 2011 |            |            |          |          |         |        |        |        |         |         |       |       |        |        |               |               |         |        |

## Bildung
Trotz bedeutender Anstrengungen ist das Ziel der vollständigen Alphabetisierung noch nicht erreicht. Während fast 94 % der Männer in den Städten lesen und schreiben können, liegt der Alphabetisierungsgrad der Frauen auf dem Land bei knapp über 75 %. Doch hat die Bildung in den letzten Jahrzehnten riesige Fortschritte gemacht. Die Alphabetisierung liegt weit über dem indischen Schnitt. Die Entwicklung zeigt folgende Tabelle:
| Alphabetisierung im Distrikt Imphal West                                                     |                   |                   |                   |                   |                   |                   |
| Einheit                                                                                      | Volkszählung 1991 | Volkszählung 1991 | Volkszählung 2001 | Volkszählung 2001 | Volkszählung 2011 | Volkszählung 2011 |
| Einheit                                                                                      | Anzahl            | Anteil            | Anzahl            | Anteil            | Anzahl            | Anteil            |
| GESAMT                                                                                       | 235.949           | 68,05 %           | 311.238           | 80,22 %           | 392.626           | 86,08 %           |
| Männer                                                                                       | 138.300           | 84,63 %           | 171.996           | 89,22 %           | 205.985           | 92,24 %           |
| Frauen                                                                                       | 97.649            | 61,12 %           | 139.242           | 71,33 %           | 186.641           | 80,17 %           |
| STADT GESAMT                                                                                 | 141.923           | —                 | 182.043           | 83,53 %           | 253.235           | 88,40 %           |
| Stadt-Männer                                                                                 | 82.117            | —                 | 98.908            | 91,79 %           | 131.016           | 93,92 %           |
| Stadt-Frauen                                                                                 | 59.806            | —                 | 83.135            | 75,46 %           | 122.219           | 83,16 %           |
| LAND GESAMT                                                                                  | 94.026            | —                 | 129.195           | 75,97 %           | 139.391           | 82,16 %           |
| Land-Männer                                                                                  | 56.183            | —                 | 73.088            | 85,97 %           | 74.969            | 89,45 %           |
| Land-Frauen                                                                                  | 37.843            | —                 | 56.107            | 65,98 %           | 64.422            | 75,04 %           |
| Quelle: Government of Manipur, Population of Manipur 2006 und Ergebnis der Volkszählung 2011 |                   |                   |                   |                   |                   |                   |

## Verwaltung
Der Distrikt war bei der letzten Volkszählung 2011 in vier Sub-Divisions aufgeteilt.:
| Bevölkerung in den Sub-Divisions |            |            |          |          |        |         |         |         |
|                                  | Lamphelpat | Lamphelpat | Lamshang | Lamshang | Patsoi | Patsoi  | Wangoi  | Wangoi  |
| Anzahl                           | Anteil     | Anzahl     | Anteil   | Anzahl   | Anteil | Anzahl  | Anteil  |         |
| GESAMT                           | 221.422    | 100 %      | 84.856   | 100 %    | 70.665 | 100 %   | 141.049 | 100 %   |
| Männer                           | 108.135    | 48,84 %    | 41.941   | 49,43 %  | 34.919 | 49,41 % | 70.059  | 49,67 % |
| Frauen                           | 113.287    | 51,16 %    | 42.915   | 50,57 %  | 35.746 | 50,59 % | 70.990  | 50,33 % |
| Stadt                            | 211.699    | 95,61 %    | 13.195   | 15,55 %  | 21.475 | 30,39 % | 76.510  | 54,24 % |
| Land                             | 9723       | 4,39 %     | 71.661   | 84,45 %  | 49.190 | 69,61 % | 64.539  | 45,76 % |